# Гамбіт (фільм, 2012)
«Гамбіт» (англ. Gambit) — американська кримінальна комедія режисера Майкла Гоффмана, що вийшла 2012 року. Є ремейком однойменного фільму 1966 року.
Сценарій картини написали брати Коен, продюсером були Майк Лобелл, Роб Періс й Адам Ріпп. Вперше фільм продемонстрували 7 листопада 2012 року у Лондоні.
В Україні прем'єра фільму відбулася 7 березня 2013 року.

## Сюжет
| Мистецтвознавець, якого грає Колін Ферт, просто таки ненавидять свого боса (Алан Рікман). Для того, щоб йому помститися за хамське і недбале ставлення до себе, та й просто зрубати грошей мистецтвознавець вирішує аферу. Для її втілення потрібно тільки дівчина, яку він і знаходить в особі учасниці родео. Разом вони об'єднуються в команду яка перед тим, як досягне бажаного, повинна буде пережити багато смішних ситуацій. |

## У ролях
| Актор         | Персонаж                                            | Роль                                                                         |
| ------------- | --------------------------------------------------- | ---------------------------------------------------------------------------- |
| Камерон Діас  | PJ Пазновскі (англ. PJ Puznowski)                   | королева родео у Техасі                                                      |
| Колін Ферт    | Гаррі Дін (англ. Harry Deane)                       | старший син Педді і чоловік Тесс, вчитель фізики у школі, колишній боєць UFC |
| Алан Рікман   | Лорд Ліонель Шабандар (англ. Lord Lionel Shabandar) | керівник Гаррі                                                               |
| Стенлі Туччі  | Мартін Зайденвебер (англ. Martin Zaidenweber)       | мистецтвознавець                                                             |
| Клоріс Лічмен |                                                     | бабуся                                                                       |
| Том Куртеней  |                                                     | мер                                                                          |